# James Douglas (arts)
James Douglas (West Calder, 21 maart 1675 – Londen, 2 april 1742) was een Schots arts en anatoom. Hij was lid van de Royal Society en arts van de Schotse koningin Caroline.
Douglas studeerde in 1694 af aan de Universiteit van Edinburgh en vervolgde zijn medische opleiding in Reims. In 1700 keerde hij terug naar Londen, waar hij werkte als vrouwenarts en een reputatie als arts ontwikkelde. Hij deed veel onderzoek naar de anatomie van vrouwen; verscheidene anatomische benamingen verwijzen naar hem, waaronder de holte van Douglas.